# Flore des Environs de Spa
Flore des Environs de Spa (abreviado Fl. Spa) es un libro con ilustraciones y descripciones botánicas que fue escrito por el farmacéutico y botánico belga Alexandre Louis Simon Lejeune y publicado en Lieja en 2 volúmenes en los años 1811-13 con el nombre de Flore des Environs de Spa; ou, Distribution Selon le Système de Linnaeus, des Plantes qui Croissent Spontanément dans le Département de l'Ourte et dans les Départemens Circonvoisins, pour Servir de Suite à la Flore du nord de la France de Mr. Roucel.